# Vanessa Bayer
Vanessa Polster Bayer (Orange, 1981. november 14. –) amerikai színésznő, humorista. A Saturday Night Live szereplőgárdájának tagja volt 2010-től 2017-ig, amiért Emmy-jelölést kapott.

## Élete
Orange-ben született és nevelkedett. Carolyn és Todd Bayer lánya. Bátyja, Jonah zenei újságíró, illetve a United Nations nevű punkegyüttes gitárosa.
15 éves korában leukémiával diagnosztizálták.
2000-ben érettségizett az Orange High School tanulójaként. Tanulmányait a Pennsylvaniai Egyetemen folytatta, ahol kommunikációból és francia nyelvből diplomázott.

## Jótékonykodása
A Make-a-Wish Foundation teljesítette azt a kívánságát, hogy a családját Hawaii-ra küldjék nyaralni. Hálából Bayer az alapítvány tagja lett.
2019 júniusában megjelent első gyerekeknek szóló könyve, a How Do You Care for a Very Sick Bear?, amely arra tanítja a gyermekeket, hogyan gondoskodjanak a beteg barátaikról.

## Filmográfia

### Film
| Év   | Magyar cím                        | Eredeti cím                       | Szerep              | Magyar hang     |
| ---- | --------------------------------- | --------------------------------- | ------------------- | --------------- |
| 2009 |                                   | Off the Cuff                      | Kate Clark          |                 |
| 2010 |                                   | Stages of Emily (rövidfilm)       | Jocelyn             |                 |
| 2012 |                                   | Adventures in the Sin Bin         | Superdawg pincérnő  |                 |
| 2013 | Gru 2.                            | Despicable Me 2                   | Stewardess (hangja) | Varga Anikó     |
| 2015 | Kész katasztrófa                  | Trainwreck                        | Nikki               | Gáspár Kata     |
| 2016 |                                   | Carrie Pilby                      | Tara                |                 |
| 2016 | Hivatali karácsony                | Office Christmas Party            | Allison Parker      | Dobó Enikő      |
| 2017 | A polka király                    | The Polka King                    | Bitsy Bear          |                 |
| 2018 | Ibiza                             | Ibiza                             | Nikki               |                 |
| 2020 |                                   | Wander Darkly                     | Maggie              |                 |
| 2021 | Barb és Star Vista Del Marba megy | Barb and Star Go to Vista Del Mar | Debbie              | Andrádi Zsanett |
| 2022 | DC Szuperállatok Ligája           | DC League of Super-Pets           | Röfi (hangja)       | Gáspár Kata     |
| 2025 | Már megint nem férek a bőrödbe    | Freakier Friday                   | jósnő               | Csuha Borbála   |